# Tinkerbells Fairydust
Tinkerbell's Fairydust fue un grupo de pop británico al final de la década de 1960, originarios del este de Londres. Grabaron tres sencillos y un álbum para la compañía discográfica Decca.

## Personal
Bajo contrato con el mánager Don Arden, los miembros de banda eran:
- Stuart Attride (guitarra, teclados, voz)
- Gerry Wade (bajo, voz)
- Steve Maher (guitarra, voz)
- Barry Creasy (tambores, voz)
- Chas Wade (tambores, voz)
- Eileen Woodman (Hammond órgano, voz)
- Dave Iglesia (voz)
- Pete Agujero (guitarra, voz)

## Historia
Anteriormente, conocidos como The Rush, grabaron dos sencillos con Decca: "Happy" / "Once Again", and "Enjoy It" / "Make Mine Music". Anterior a eso, varios miembros habían tocado en Tommy Bishop's Ricochets (para un sencillo con Decca) y Easy Como Easy Go (anteriormente conocidos como Dave & The Strollers).

En 1968, miembros de la banda trabajaron con Jeff Lynne. La canción de Lynne "Follow Me Follow" fue grabada como una maqueta. La primera band real de Lynne,  lanzaron su versión en su álbum debut en 1968. Tinkerbell's Fairydust grabaron una versión propia como cara b de su tercero y último sencillo, "Sheila's Back In Town".
- Datos: Q7808340

1. ↑  «Jeff Lynne Song Database - 1960s Songs». www.jefflynnesongs.com. Consultado el 5 de marzo de 2019.